# Тајни дневник Адријана Мола: (старог 13 и 3/4 година)
Тајни дневник Адријана Мола: (старог 13 и 3/4 година) (енгл. The Secret Diary of Adrian Mole, Aged 13¾) је роман из 1982. године, савремене енглеске књижевнице Сју Таунсенд (енгл. Sue Townsend). Прво српско издање књиге је објавила издавачка кућа "Атос" из Београда 1999. године у преводу Дубравке Опачић-Костић. Касније је књигу објавила издавачка кућа "Лагуна" 2003. године у преводу Зорана Илића.

## О писцу
Сузан Лилијан „Сју“ Таунсенд (2. април 1946 - 10. април 2014) је била британски романописац. Најпознатија је по романима о Адријану Молу. Писала је и позоришне комаде. Дуги низ година боловала је од дијабетеса, због чега је 2001. године остала слепа, и ту тему је уткала у свој рад.

## О књизи
Књига Тајни дневник Адријана Мола: (старог 13 и 3/4 година) прва је у низу од осам књига дневничких бележака тинејџера Адријана Мола. Књига спада у најчитаније књиге 80-тих и 90-тих година у Великој Британији, енглеског говорног подручја као и широм света. Књига је постала и радио и ТВ серија, а направљена је позоришна представа. Књига је дирљива и истовремено веома смешна.

## Настанак серијала о Адријану Молу
У периоду када је писала прву књигу о Адријану Молу, ауторка је живела у насељу Eyres Monsell, у близини куће у којој је одрастао позоришни писац Џо Ортон. Једном приликом јој је најстарији син рекао: „Зашто не идемо у сафари паркове као остале породице?“, и та реченица је једина реченица из стварног дијалога у њеној породици која се налази у књигама о Молу, а употребила ју је зато што је покренула ту идеју.
У уметничком часопису "Магазин" су се појавиле прве две приче о дечаку који се тада звао Најџел Мол. Помоћ и охрабрење да настави са радом јој је пружио глумац Најџел Бенет, а њен сценарио је послао Џону Тајдмену. Главни лик је одмах запажен у првом појављивању у радио драми „Дневник Најџела Мола, старости 13 година и 1/4“, која је емитована 1. јануара 1982. године на каналу ББЦ Радио 4. Из издавачке куће "Methuen" су чули ово емитовање. Тражили су од ауторке да напише прву књигу „Тајни дневник Адријана Мола, старости 13 година и 1/4“. Инсистирали су на промени имена због сличности са Најџелом Молсвортом, ликом школарца којег су створили Роналд Сирл и Џефри Виленс. Књига је објављена исте те године у септембру, а месец дана након тога, књига се нашла на листи најпродаванијих књига. Након само годину дана продато је милион примерака.

## Радња
Књига представља виђење животних потешкоћа једног пубертетлије. Адријан Мол отворено пише о брачним несугласицама својих родитеља, свом псу, свом животу несхваћеног интелектуалца. Дневник је дирљиво искрен и представља забавно и незаобилазно штиво за све генерације.
Пандора, прва љубав Адријана Мола, напустила га је; комшија, господин Лукас, заводи његову мајку и шта то значи за његовог оца; ББЦ одбија да објави његову поезију; а његов пас је прогутао дрво са божићног колача. А Мол се пита "Зашто" заиста.

## Главни ликови
- Адријан Мол
- Пандора Брејтвејт
- Џорџ Мол
- Полин Мол
- бака Мол
- Берт Бекстер
- Дорин Слејтер
- Реџиналд Скратон
- Бери Кент

## Награде
| Година | Награда                                             |
| ------ | --------------------------------------------------- |
| 1985.  | West Australian Young Readers' Book Award (WAYRBA). |
| 1990.  | Books I Loved Best Yearly (BILBY),                  |

## Адаптација
- Књига Тајни дневник Адријана Мола: (старог 13 и 3/4 година) је адаптирана за позориште и приказивана је преко две године у Виндхем театру (Wyndham’s Theatre).[5]

- Књиге Тајни дневник Адријана Мола: (старог 13 и 3/4 година) и други део Болно одрастање Адријана Мола су адаптиране у телевизијске серије, које су емитоване 1985. и 1987. године.[5]